# Ventsislav Aydarski
Ventsislav Aydarski (en búlgaro: Венцислав Айдарски) (n. Sandanski, 17 de febrero de 1991) es un nadador de estilo libre búlgaro.

## Biografía
Debutó en el Campeonato Mundial de Natación de 2009 en la prueba de aguas abiertas de 10 km, quedando sin medalla. También nadó en el Campeonato Mundial de Natación en Piscina Corta de 2010, Campeonato Mundial de Natación de 2011 y en el Campeonato Europeo de Natación de 2012, corriendo la misma suerte. Hizo su primera aparición olímpica en los Juegos Olímpicos de Londres 2012, nadando en la prueba de 1500 m libre. Nadó en la primera serie, y quedó quinto de la misma con un tiempo de 15:34.86, insuficiente para pasar a las semifinales al quedar en la posición 28 en el sumario total.